# Jordan Bikov
Jordan Živkov Bikov (in bulgaro Йордан Живков Биков?; Pazardžik, 17 ottobre 1950) è un ex sollevatore bulgaro.
Ha vinto la medaglia d'oro olimpica nel sollevamento pesi alle Olimpiadi 1972 svoltesi a Monaco di Baviera nella categoria dei pesi medi (fino a 75 kg.), stabilendo il record mondiale nel totale con 485 kg. (160+140+185). In quell'anno la competizione olimpica era valida anche come Campionato mondiale.
Ai Campionati europei di sollevamento pesi Bikov ha vinto la medaglia d'oro nel 1972 e la medaglia d'argento nel 1973.